# Rolf von Nauckhoff
Rolf Gösta Henriksson von Nauckhoff, född 15 maj 1909 i Stockholm, död 25 juni 1968 i München, var en svensk-tysk skådespelare och tecknare.

## Biografi
Nauckhoff studerade vid Valands konstskola 1933–1935. Han tecknade teaterkarikatyrer för olika tidningar. Efter andra världskriget medverkade han vid invigningsutställningen av Wiens nya konsthall. [källa behövs] Nauckhoff var verksam i Tyskland från 1938. Han var en av de medverkande i den så kallade Königsbergsradion, de svenskspråkiga nazistiska propagandasändningarna från Tyskland via radio. Efter kriget stannade han kvar i Tyskland och fick sitt genombrott som skådespelare 1949 i Filmen Duell mit dem Tod.

## Filmografi (urval)
- 1936 – 33.333
- 1936 – Johan Ulfstjerna
- 1936 – Skeppsbrutne Max
- 1937 – Konflikt
- 1952 – Hård klang
- 1954 – Wronski - en landsförrädare
- 1954 – Öster om Paris
- 1957 – Liane - den vita slavinnan
- 1958 – Läkaren från Stalingrad

## Teater

### Roller
| År   | Roll         | Produktion                                     | Regi         | Teater      |
| ---- | ------------ | ---------------------------------------------- | ------------ | ----------- |
| 1935 | Maxime       | Sådana tider Édouard Bourdet                   | Per Lindberg | Vasateatern |
| 1935 |              | Köpmannen i Venedig William Shakespeare        | Per Lindberg | Vasateatern |
| 1936 | Florence man | Han som ville bli bedragen Fernand Crommelynck | Per Lindberg | Vasateatern |